# Pensaci, Giacomino! (film 1936)
Pensaci, Giacomino! è un film del 1936 diretto da Gennaro Righelli.
Tratto dall'omonima commedia di Luigi Pirandello, il film fu interpretato da Angelo Musco e da Dria Paola e girato negli stabilimenti Cines di Roma. Il film uscì nelle sale cinematografiche nel dicembre del 1936.

## Trama
Il professor Agostino Toti sposa la figlia del bidello rimasta incinta (con un altro). Le nozze bianche verranno annullate quando l'ottimo professore riuscirà a rimettere insieme il rapporto tra la sposa e il suo ex, il padre del bambino.

## Produzione

### Contributi tecnici
- Aiuto regista: Mariano Cafiero
- Tecnico del suono: Ovidio Del Grande

## Accoglienza

### Critica
Su Cinema del 25 dicembre 1936 "...È un Musco vivo ed umano come non mai, che commuove e si commuove, a tratti, con felicissimi contrasti, macchie di colore efficacissime sul tono gaio e spigliato del quadro; che trae alla fine della vicenda una conclusione indimenticabile.."